# Rocket League
Rocket League és un videojoc futurista desenvolupat per Psyonix que combina el futbol amb els cotxes aplicant físiques. Va sortir al mercat el 7 de juliol de 2015 per a Microsoft Windows i Play Station 4, i més endavant per a Xbox One, macOS, Linux, i Nintendo Switch.

## Dinàmica
El joc barreja el futbol i els cotxes. Es juguen partits entre dos equips, el blau i el taronja. Cada equip pot estar compost des d'un fins a quatre jugadors, de manera que en un partit hi poden participar des de 2 persones (1 contra 1) fins a 8 persones (4 contra 4). Els partits es juguen en un camp allargat amb dues porteries als extrems (excepte els camps especials), i l'objectiu és marcar més gols que l'altre equip a la porteria del contrincant amb una pilota lleugerament més gran que els vehicles.
Els partits duren 5 minuts excepte en cas d'empat, que es juga una pròrroga fins que algun dels dos equips marca un gol.
Durant el partit els jugadors van guanyant punts com a recompensa de les seves accions, com ara xutar a porteria, fer una parada, centrar la pilota, fer el primer toc... En tot moment es pot consultar la puntuació de cada jugador en una taula, dividida per equips. Al final del partit, el jugador amb més punts de l'equip guanyador (anomenat MVP), guanya 100 punts extra.
Al final del partit, cada jugador, independentment de si guanya o perd el partit i sigui la modalitat que sigui, guanya punts d'experiència segons la puntuació que hagi obtingut al partit. Aquests punts serveixen per pujar de nivell i de rang.

### Nivells del jugador
- Novell (Rookie): Nivells 1 al 9.
- Semi-profesional (Semi-pro): Nivells 10 al 19.
- Professional (Pro): Nivells 20 al 29.
- Veterà (Veteran): Nivells 30 al 39.
- Expert: Nivells 40 al 49.
- Mestre (Master): Nivells 50 al 59.
- Llegenda (Legend): Nivells 60 al 73.
- Senyor dels cohets (Rocketeer): A partir del nivell 74.

### Rang competitiu
- Bronze 1
- Bronze 2
- Bronze 3
- Plata 1
- Plata 2
- Plata 3
- Or 1
- Or 2
- Or 3
- Platínum 1
- Platínum 2
- Platínum 3
- Diamant 1
- Diamant 2
- Diamant 3
- Campió 1
- Campió 2
- Campió 3
- Gran Campió 1
- Gran Campió 2
- Gran Campió 3
- Llegenda[1]

Tenir un rang més alt no atorga avantatge sobre els altres jugadors, això fa que els partits siguin igualats, ja que cada jugador jugarà amb i contra jugadors de nivell semblant. Gràcies a aquesta característica d'igualtat entre jugadors, Rocket League s'ha guanyat un lloc entre els esports electrònics o e-sports, i s'ha incorporat a la Electronic Sports League (ESL).

## Modalitats de joc
Rocket League permet jugar tant amb connexió a internet com sense. Sense connexió a internet permet jugar partits privats (des d'un fins a quatre jugadors, amb bots o sense), en mode entrenament (sense contrincants) o en mode temporada (sèries de partits contra bots). Amb connexió a internet permet, a més a més, jugar en mode multijugador. En aquest mode es poden jugar partits normals o competitius. Els partits normals no tenen cap efecte a part de guanyar punts d'experiència. En canvi, en els partits competitius, el jugador puja o baixa de nivell i de rang segons si guanya o si perd (nivells i rangs que no tenen res a veure amb el nivell i rang d'experiència del jugador). Psyonix ha establert servidors dedicats al mode multijugador a Europa, Estats Units, Oceania i Amèrica del Sud.

### Modalitats multijugador
El joc ofereix la possibilitat de jugar partits en mode estàndard:
- Duel (en aquest mode el jugador jugarà cara a cara contra un altre)
- Dobles (en aquest mode el jugador jugarà contra dos amb un altre jugador al seu equip)
- Estàndard (en aquest mode el jugador jugarà contra tres amb dos jugadors més al seu equip)
- Caos (en aquest mode el jugador jugarà contra quatre amb tres jugadors més al seu equip)

O en mode competitiu:
- Duel (igual que en estàndard)
- Dobles (igual que en estàndard)
- Estàndard (igual que en estàndard)
- Estàndard individual (igual que en estàndard però no es pot jugar en grup)

També s'han implementat modalitats multijugador amb posterioritat a la sortida del joc:
- Dia nevat (3 contra 3 amb un disc en substitució de la pilota i un camp amb decoració nevada).
- Bàsquet (2 contra 2 amb una pilota amb aspecte de pilota de bàsquet i cistelles molt grans en comptes de porteries).
- Rocket Labs (3 contra 3 en camps on la forma estàndard del camp varia).
- Mutadors (3 contra 3 amb variacions aleatòries en la partida que afecten aspectes com la durada de la partida, la màxima puntuació possible abans que acabi la partida, velocitat del joc, velocitat màxima, forma, pes, mida o rebot de la pilota, càrrega de propulsió, potència de la propulsió, gravetat, demolició i temps de respawn).
- Terrabastall (3 contra 3 i els jugadors tenen una habilitat cada 10 segons que atorga avantatge sobre l'equip enemic).
- Dropshot (l'objectiu no serà ficar la pilota en la porteria de l'equip rival, sinó trencar el sòl del seu camp i colar per aquí la bola).

## Elements del joc
- Propulsió: Una de les característiques principals del joc és que els vehicles poden fer servir una propulsió extra amb una càrrega màxima de 100 unitats, que els permet accelerar més i desplaçar-se per l'aire. Al començament de cada partit i quan es marca un gol, els jugadors apareixen col·locats en una de les posicions d'inici de la seva meitat del camp, i disposen de 33 unitats de propulsió. Per recarregar les unitats de propulsió dels vehicles, han de passar per sobre dels punts de recàrrega, distribuïts per tot el camp. Quan un vehicle passa per sobre d'un punt de recàrrega, aquest s'apaga, i cal esperar a que es torni a encendre per a recarregar altre cop.
- Explosió: Si un vehicle xoca amb un altre mentre va a màxima velocitat, el fa explotar, i aquest torna a aparèixer uns segons més tard a un dels laterals de la seva porteria.
- Salt: El salt permet als cotxes xutar la pilota amb més força, guanyar velocitat o fer la maniobra inicial abans de volar. És una acció bàsica del joc

## Desenvolupament i llançament
El dia 19 de febrer de 2014 Psyonix va anunciar  que traurà al mercat la seqüela de Supersonic Acrobatic Rocket-Powered Battle-Cars amb el nom de Rocket League. A l'abril va sortir la versió de prova per a PC i PS4.
El 3 de juny Psyonix va anunciar la data de llançament per a PS4 i PC (a través de la plataforma Steam, inicialment només per Microsoft Windows, i possiblement versions per a Mac i Linux) que seria el 7 de juliol. El joc va ser llançat per a Xbox One el 17 de febrer de 2016, incloent vehicles exclusius com "Warthog" de la saga "Halo" i "Armadillo" de "Gears of War".

## Continguts de pagament (DLCs)

### Supersonic fury
És el primer DLC que va sortir, introduint dos cotxes nous: Dominus, un cotxe americà, i el Takumi, un cotxe japonès, els dos tenen nous Decals (adhesius). També es van introduir dues noves propulsions: "Nitros" i "Sobreescalfament"; dues rodes noves: "Ronaldo" i "Spinner" cinc tipus de pintura nova: "Fibra de carboni", "Metall pulit", "Perlat", "Perlat Metàl·lic" i "Fusta".
Es va posar a la venda el 13 d'agost per 3,99 EUR juntament amb trofeus per a PS4.

### Revenge of the Batle-Cars
Va introduir dos cotxes de l'anterior joc: el Zippy, un cotxe àgil, i l'Scarab, un cotxe petit, considerat el millor per jugadors veterans de SARPBC. Entre els dos van oferir dotze nous Decals (adhesius) diferents per personalitzar al garatge.
Amb aquests cotxes es van agregar dues noves propulsions, "Accelerato" i "Battle-cars"; dues noves rodes, "Zippy" i "Scarab"; i tres nous tipus de pintures, el "Toon Glossy" (dibuix animat de brillant), "Toon Matte" (dibuix animat de mat), i "Toon Wood" (dibuix animat de fusta). "Com toppers" (gorres) es van incloure una aleta de tauró, unes ulleres pixelades, una gorra de cavaller i una locomotora. I finalment dues noves antenes, una bola retro i una bola Utopia.
Aquest paquet es va posar a la venda el 15 d'octubre a 3,99 EUR.

### Chaos Run
Va afegir dos cotxes, juntament amb més cosmètics. Un nou mapa, anomenat "Wasteland", va ser llançat de franc juntament amb el DLC. Va ser el primer mapa no estàndard en ser llançat, que té una mida i forma diferent als altres i inspirat en les pel·lícules de Mad Max, el primer dels molts que Psyonix té pensats llançar al pas del temps.

### Back to the Future
El 21 d'octubre de 2015 se va posar a la venda un DLC inspirat en Back to the Future Part, coincidint amb la data en què es produeix el viatge al futur dins de la segona pel·lícula de la saga. Aquest pack va incloure el DeLorean com a vehicle.

### Batman v Superman: Dawn of Justice
El 8 març 2016 va sortir al mercat un DLC inspirat en l'estrena de la pel·lícula "Batman v Superman: Dawn of Justice", que conté el Batmóvil com a vehicle i tres diferents banderoles al·lusius.

### NBA Flag Pack
El 26 d'abril del 2016 es va començar a vendre per Steam un DLC inspirat en l'NBA, que conté una nova manera de joc, anomenat "HOOPS" i el seu propi mapa. Inclou també les banderes dels equips de l'NBA, el DLC es ven per 1.99 EUR. A diferència de les altres maneres (Dia Nevat i Futbol), en aquest com sol passar en els partits reals, la pilota volarà al sostre del camp quan passi el servei inicial i després d'anotar un punt. També d'aquesta manera la pilota canviarà el color de tal equip si està trepitjant el terreny de l'esmentat equip.

## Banda sonora

### Llista de cançons
| núm. | Títol               | Autor                             | Duració |
| ---- | ------------------- | --------------------------------- | ------- |
| 1    | Rocket League Theme | Mike Ault                         | 01:28   |
| 2    | Angel Wings         | Mike Ault                         | 06:08   |
| 3    | Darkness            | Mike Ault y Christian De La Torre | 07:30   |
| 4    | Flying Forever      | Mike Ault                         | 06:05   |
| 5    | I Can Be            | Mike Ault                         | 04:18   |
| 6    | In My Dreams        | Mike Ault                         | 06:24   |
| 7    | Lacuna              | Mike Ault                         | 07:10   |
| 8    | Love Thru the Night | Mike Ault                         | 05:08   |
| 9    | We Speak Chinese    | Mike Ault                         | 04:38   |
| 10   | Seeing Whats Next   | HollyWood Principle               | 03:19   |
| 11   | Whiplash            | HollyWood Principle               | 07:17   |

### Supersonic fury
«Firework» de Hollywood Principle

### Revenge of the battle cars
«Breathing Underwather (Ether remix)» de Hollywood Principle

### Chaos Run
«Tema de Chaos Run» de Kevin Riepl

## Camps i estadis
Mannfield
Mannfield Tormentoso
Parque Beckwith
Parque Beckwith Tormentoso
Parque Beckwith Medianoche
Central Urbana
Central Urbana Noche (DLC Revenge of the battle cars)
Central Urbana Amanecer (Rocket League: Rumble)
Utopía Coliseum (DLC Supersonic Fury)
Utopía Coliseum Atardecer (DLC Revenge of the battle cars)
Yermo (Wasteland DLC Chaos Run)
Estadio DFH (Dia Nevat)
Doble Gol (Rocket Labs)
Utopía Retro (Rocket Labs)
Paso Subterráneo (Rocket Labs)
Octagon (Rocket Labs)
"Matelandia" (Dunkhouse) (Básket)
Cosmic
Neo Tokyo (Versió Final de Pas Subterráni)